# Ozzy Osbourne

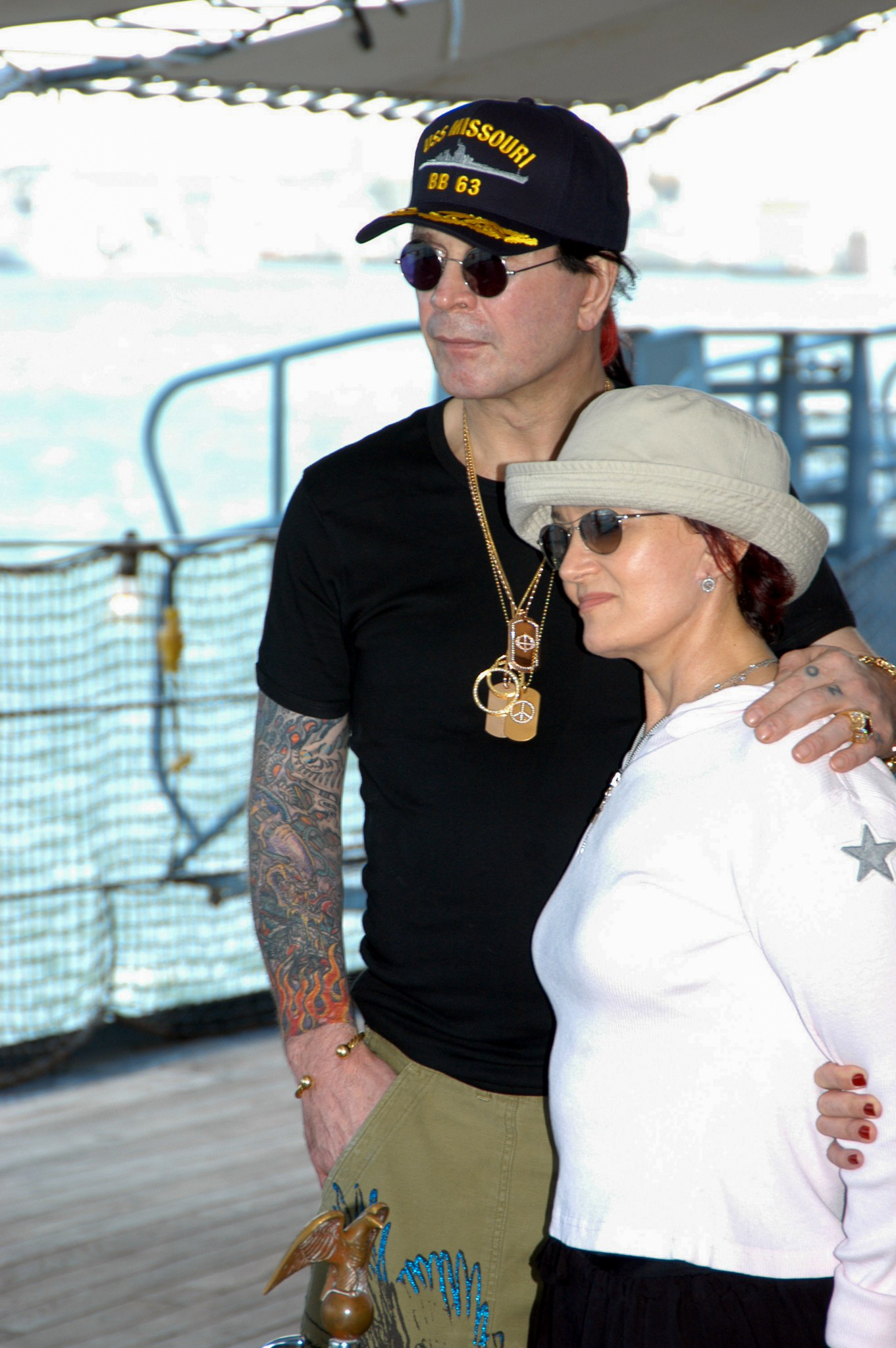
Ozzy en Sharon Osbourne

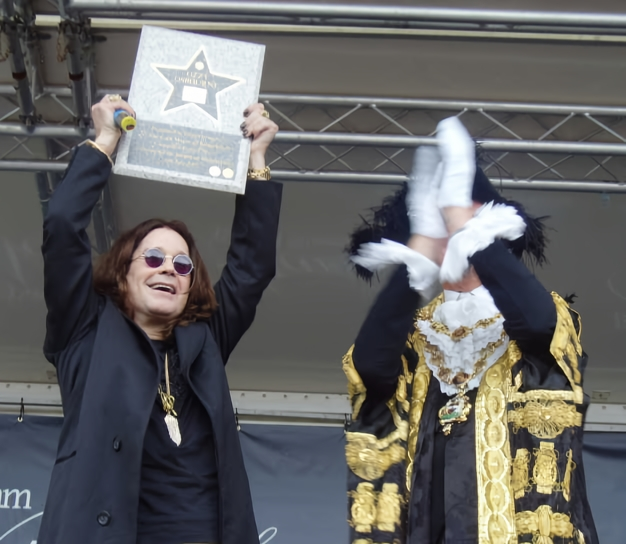
Birmingham 'Walk of Stars'

John Michael (Ozzy) Osbourne (Birmingham, 3 december 1948 – Londen, 22 juli 2025) was een Engelse singer-songwriter wiens carrière ongeveer vijftig jaar omspande. Per december 2010 doorbrak zijn wereldwijde albumverkoop het aantal van 100 miljoen exemplaren.
Osbourne verkreeg bekendheid als leadzanger van de heavymetalband Black Sabbath. In zijn latere solocarrière behaalde Osbourne een multi-platinastatus in aanvulling op de multi-platinastatus die hij had verdiend met Black Sabbath.

## Jeugd
Osbourne werd geboren op Lodge Road 14 in het Engelse Birmingham. Hij groeide op in een arm gezin en had tijdens zijn jeugd maar één paar sokken en één paar schoenen.
Toen Osbourne het op veertienjarige leeftijd niet meer zag zitten, probeerde hij zelfmoord te plegen door zich op te hangen aan een waslijn. Zijn vader kwam net op tijd thuis, maar sloeg hem daarna in elkaar. Drie jaar later maakte Osbourne voor het eerst kennis met de gevangenis wegens een inbraak. Na een aantal criminele jaren met drank en drugs herontdekte Osbourne eind jaren 60 zijn liefde voor muziek.
Het was zijn moeder die hem aanmoedigde om iets met muziek te gaan doen. Hij raakte geïnspireerd door The Beatles en stal hun platen om er naar te luisteren. Daarna ging Osbourne in een slachterij werken, waardoor hij gefascineerd raakte door dieren en de dood. Met het geld dat hij daar verdiende, probeerde hij eind jaren 60 een muziekcarrière te beginnen. Maar pas toen zijn vader zich in de schulden stak om voor zijn zoon een microfoon en versterker te kopen, kwam Osbourne´s carrière echt van de grond.

## Eerste stappen in de muziek
In de jaren 60 speelde hij in een paar bands, en in Rare Breed ontmoette hij Terence "Geezer" Butler. Samen met Bill Ward wilde Tony Iommi een nieuwe band starten en plakte een advertentie aan het raam van de supermarkt, waarop Osbourne reageerde. Osbourne werd destijds op school door Iommi gepest, maar kreeg door Butler toch een kans om zich te bewijzen. Ook Alan Clarke en Jim Phillips speelden mee in deze band: The Polka Tulk Blues Band. Al snel bleek een verschil in muziekstijlen, met name tussen Iommi enerzijds en Phillips en Clarke anderzijds. De laatstgenoemde twee verlieten daarop de groep.

## Black Sabbath
Osbourne, Butler, Iommi en Ward zochten een naam voor hun band en de eerste was Earth. Met die band kwamen ze niet aan de bak en daarom gingen ze op zoek naar een andere naam, waarbij ze werden geïnspireerd door de horrorfilm Black Sabbath van Boris Karloff. Het debuutalbum in 1970 had onverwacht veel succes, en zou later inspiratie vormen voor vele bands zoals Metallica. Ook het tweede album Paranoid, dat eigenlijk War Pigs had moeten heten, scoorde hoog.
Iommi drukte een steeds meer progressief en experimenteel stempel op de muziek. Dit was tegen de zin van Osbourne. Op 5 november 1977 verliet Osbourne de band dan ook tijdelijk, om al snel weer terug te komen, waarna een nieuw album werd opgenomen: Never say die (1978). In 1979 werd hij ontslagen vanwege overmatig drank- en drugsgebruik; Black Sabbath ging verder met achtereenvolgens Ronnie James Dio, Ian Gillan en Tony Martin. In 1985 trad Osbourne met Black Sabbath op tijdens Live Aid in Philadelphia en in 1992 tijdens het laatste concert van hun tournee Dehumanizer, waar hij de belangrijkste optredende artiest was.
Ook tussen 1997 en 2017 waren er, met onderbrekingen, Black Sabbath-optredens.

## Solocarrière

### 1980-1992
Osbourne besloot mede door Sharon Arden (zij is de dochter van Don Arden en zou later ook de vrouw en steun en toeverlaat van Osbourne worden) zijn eigen band op te richten genaamd The Blizzard of Ozz. Bij de band haalde hij gitarist Randy Rhoads, bassist Bob Daisley, drummer Lee Kerslake.
In 1980 bracht de band zijn eerste album uit. Osbourne bewees, na een periode van toeren, weinig geld, veel drank, en het leven in een bus, samen met Sharon Arden, het ook zonder de legendarische band Black Sabbath te kunnen en scoorde hits met onder andere Crazy Train en Mr. Crowley. Na de vervanging van Kerslake en Daisley door respectievelijk Tommy Aldridge en Rudy Sarzo lukte het Osbourne in 1981 ook door te breken in Amerika met het album Diary of a Madman en het daarbij behorende drugslied Flying High Again. Mede door zijn tournee Diary verkoopt The Blizzard of Ozz meer albums dan zijn oude band Black Sabbath.
Osbourne bewees dat hij met gemak hele zalen kon vermaken met zijn optreden. Maar hij kwam in opspraak door het welbekende vleermuisincident tijdens een van die optredens. Een fan gooide een vleermuis op het podium en "The Prince of Darkness", zoals Osbourne zichzelf noemt, beet zijn kop eraf. Osbourne dacht dat het een nep-vleermuis was, maar moest met spoed naar het ziekenhuis toen bleek dat het om een echte vleermuis ging. Na ontslagen te zijn uit het ziekenhuis kreeg Osbourne daarna alle dierenrechtenorganisaties achter zich aan wegens het doden van de vleermuis. Ook beet Osbourne ooit in een dronken bui bij twee duiven de kop  eraf tijdens een overleg betreffende het tekenen van een platencontract. Ozzy had drie duiven meegesmokkeld (de naam van de platenmaatschappij was Columbia wat Latijn is voor duif) en wilde ze bij wijze van stunt vrijlaten, maar hij was dronken en beet in plaats daarvan bij twee duiven de kop eraf. Dit resulteerde erin dat enkele nette pakken van mensen van de platenmaatschappij vol bloedspetters kwamen, en Osbourne werd uit het gebouw verwijderd. Toch tekende iedereen, vooral omdat de platenmaatschappij wel brood zag in zo'n apart figuur als Osbourne. De controverses lijken te hebben bijgedragen aan zijn populariteit.
1982 was een turbulent jaar voor Osbourne. Hij trouwde op 4 juli 1982 met zijn grote liefde Sharon maar verloor zijn beste vriend en collega Randy Rhoads door een vliegtuigongeluk. Osbourne was vanzelfsprekend erg aangedaan door het verlies van zijn vriend en collega. Het livealbum dat in 1982 zou uitkomen werd hierom niet uitgebracht. In plaats daarvan komt Osbourne met het album Speak of the Devil, waarop hij de grootste hits van Black Sabbath speelt, samen met gitarist Brad Gillis.
In deze periode werd het eerste kind van Sharon en Osbourne geboren. Ondanks het succes van het album Bark at the Moon in 1984 gaat het dan steeds slechter met Osbourne. Het album Ultimate Sin en de single Shot in the dark, die twee jaar later verschijnen, worden door critici met de grond gelijk gemaakt en Osbourne belandt in een depressie. De geboorte van zijn tweede dochter Kelly (27 oktober 1984) kan daar op dat moment weinig aan veranderen.
In dezelfde periode wordt Osbourne beschuldigd van het aanzetten tot zelfmoord onder de fans. In het nummer Suicide Solution zou hij zijn vooral jonge fans oproepen een einde aan hun leven te maken. Volgens Osbourne schreef hij dit nummer in de tijd dat hij verslaafd was aan alcohol en drugs. Die verslaving is hij te boven gekomen door onder andere de hulp van zijn vrouw Sharon.
Na een concert in Moskou, waar Osbourne van fans allerlei flessen Wodka meekreeg, begon Osbourne thuis deze flessen op te drinken, maar werd er niet echt dronken van. Hij bleef er zelfs wakker van en dronk alle flessen achterelkaar leeg wat resulteerde in wanen. Onder andere een waanidee dat hij een vriend had die constant bij hem was. Die denkbeeldige 'vriend' bracht Osbourne op het idee om Sharon te vermoorden, wat niet lukte. Na een paar nachtjes in de cel trok Sharon de aanklacht in en is Osbourne serieus gaan werken aan zijn alcohol- en drugsprobleem. Osbourne is, volgens een documentaire uit 2013 in een interview, 5 jaar clean (vanaf medio 2008). De jaren daarvoor viel Osbourne regelmatig terug in zijn alcohol- en drugprobleem. Nadat Osbourne een paar jaar helemaal clean was, haalde hij ook zijn rijbewijs, na zijn 60ste levensjaar, en is hij fysiek in een goede conditie door hardlopen en fitnesstraining.
Nadat op 8 november 1985 zijn derde kind, een zoon, was geboren, kreeg Osbourne weer zin in het leven en ging hij op weg terug naar de top. Met het heavymetalalbum No Rest for the Wicked scoorde hij weer hoog en kwam hij weer in het nieuws met de openingstrack Miracle Man, die gaat over de predikant Jimmy Swaggart.
Daarna volgden nog succesalbums als No More Tears, Live & Loud en Ozzmosis, waarmee hij begin jaren 90 succes had. Daarnaast had Osbourne in 1992 ook een hit als gastzanger op een remix van het tien jaar oude Was (Not Was)-nummer Shake Your Head (in duet met Kim Basinger). Tijdens het laatste concert van zijn tournee speelde hij een paar nummers met Black Sabbath.

### 1997-2025

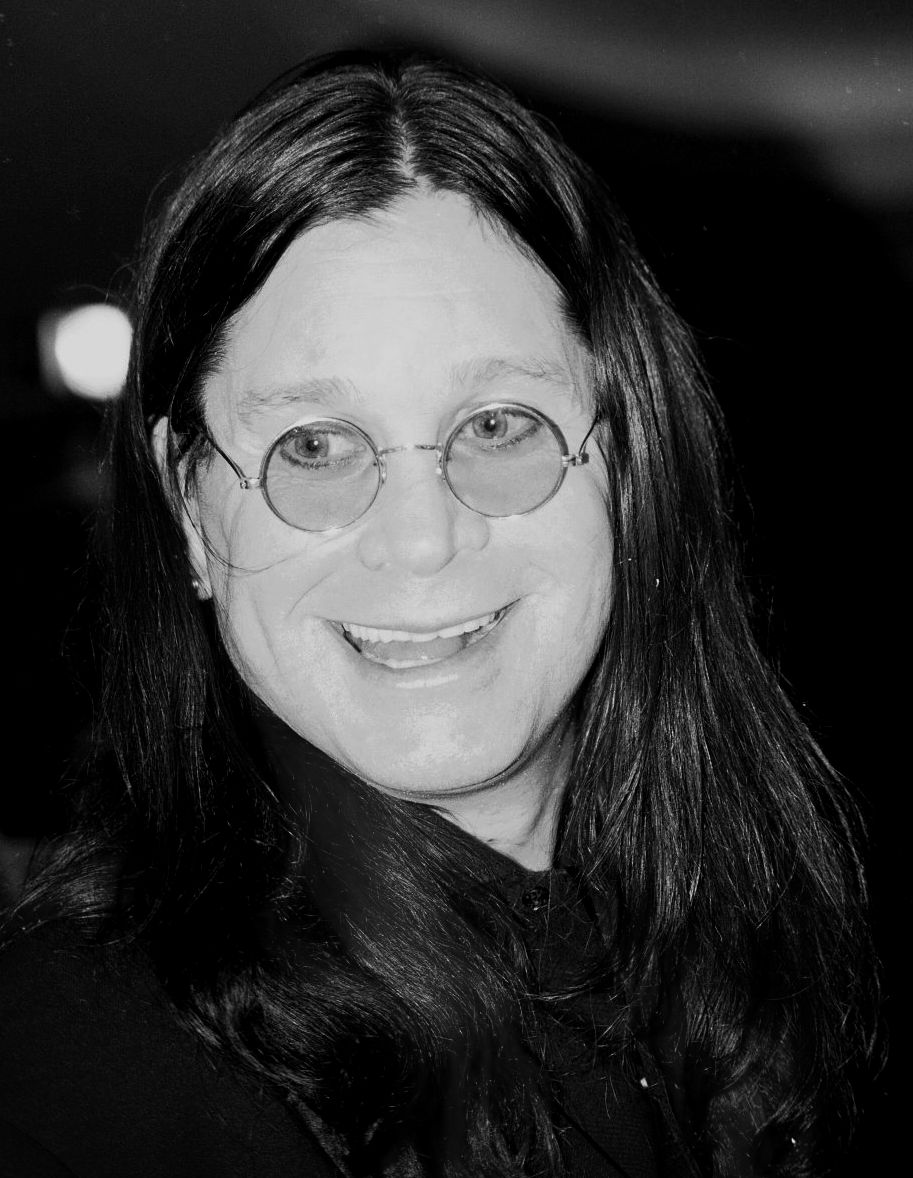
Ozzy Osbourne, 2000

In 1997 begon Osbourne met zijn festival Ozzfest. Samen met metalacts als Pantera, Marilyn Manson en oudgediende Black Sabbath ging hij op tournee, maar hij maakt zijn belofte om meer tijd aan zijn gezin te besteden ook waar. Osbourne nam namelijk zijn hele gezin in een luxe bus mee op tournee.
In 1998 maakte hij een reünie-cd met Black Sabbath en nam hij met rapper Busta Rhymes de oude Black Sabbath-hit Iron Man op, onder de titel This Means War. In 2000 kwam het album Down to earth met de hit Dreamer uit. Geïnspireerd door een aflevering van het MTV-programma Cribs, waarbij een kijkje wordt genomen in de huizen van sterren, besloot Osbourne met de muziekzender te gaan praten. MTV bleek geïnteresseerd om een realityshow te maken rondom het leven van de familie Osbourne. Gedurende de laatste maanden van 2001 volgden camera's alles wat Osbourne, Sharon en hun kinderen Jack en Kelly deden. Alleen dochter Aimee voelde er niets voor om mee te werken aan de serie.
Vanaf de eerste uitzending van The Osbournes bleek de serie aan te slaan. De wereld maakte kennis met Osbourne en zijn gezin en dochter Kelly kon door deze publiciteit een eigen carrière als zangeres beginnen. Osbourne kwam in de serie vooral naar voren als een liefhebbende vader, echtgenoot en dierenliefhebber. Door de serie werd Osbourne uitgenodigd voor een diner in het Witte Huis ter promotie van het beschermen van dieren.
In 2003 nam Osbourne een nieuwe versie op van Changes als duet met Kelly. Aan het eind van het jaar stond het wekenlang op #1 in Engeland. De zanger reisde met zijn dochter naar de BBC-studio in Londen om het nummer te playbacken in Top of the Pops, maar raakte gewond bij een ongeluk met een quad op zijn landgoed in Engeland. Een van zijn lijfwachten redde zijn leven door reanimatie en door hem naar vlak terrein te brengen, waar een ambulance hem verder kon vervoeren. De lijfwacht mocht als dank, na Osbournes herstel, een heel seizoen in beeld bij de serie The Osbournes, met onder meer een bezoek aan Japan, waar familie van de lijfwacht woonde en waar Osbourne toen optredens gaf.
In 2006 bracht Osbourne een coveralbum uit met de naam Under Cover. Daarop staan voornamelijk oude Beatles- en Stonesnummers. Hij werkte ook aan een musical genaamd Rasputin, over de gelijknamige persoon. In 2007 bedacht Sharon Osbourne een nieuwe stunt door het festival Ozzfest ervoor te zorgen dat de toegang gratis was en de muzikanten niet betaald werden. Verder kwam er op 22 mei van dat jaar een nieuw album uit: Black Rain.
In 2009 verbrak Osbourne na meer dan 20 jaar de samenwerking met gitarist Zakk Wylde; de reden was dat zijn muziek steeds meer op die van Zakks eigen band Black Label Society begon te lijken. Een opvolger werd gevonden in de Griekse gitarist Gus G.
In 2010 verwierf Osbourne via juridische stappen 50% van de rechten op de groepsnaam Black Sabbath. In datzelfde jaar werd er door twee biotechnologie bedrijven genetisch onderzoek verricht op het DNA van Osbourne, waaruit bleek dat hij een aantal genetische mutaties heeft, die verband houden met hoe het lichaam alcohol, opioïde en methamphetamine verwerkt.
Een voor 2012 geplande tournee van Black Sabbath werd teruggebracht tot een paar concerten in verband met een kankerbehandeling van Iommi. Als pleister op de wonde toerde de zanger met een team van wisselende muzikanten als "Ozzy & Friends".
Daarna verscheen in 2013 het Black Sabbath-album 13 en kwam er alsnog een tournee; op 4 februari 2017 gaf de band een slotconcert in Birmingham.

## Afscheid
In november 2017 werd bekend dat Osbourne zich gereedmaakte voor een afscheidstournee van twee jaar. Daarbij toerde hij niet het hele jaar door en deed hij een groot deel van de wereld aan. 
Het een-na-laatste optreden met Black Sabbath vond plaats in Birmingham op 4 februari 2017 en is uitgebracht als livealbum en op dvd. Het laatste optreden in de Benelux was op 17 juni 2016 in Dessel, op Graspop Metal Meeting.
In februari 2013 werd bij Osbourne de diagnose ziekte van Parkinson gesteld.
Op 6 september 2019 bracht hij samen met Post Malone het lied "Take What You Want" uit.
In november 2019 bracht Osbourne na tien jaar een nieuwe solosingle uit: Under the Graveyard was de voorbode van het album Ordinary Man, dat op 21 februari 2020 verscheen met ook de single Straight to Hell, waar Slash op te horen is.
Zijn eerste optreden in vijf jaar tijd, ondanks ziekte, ging in oktober 2022 toch niet door. Nieuwe plannen om op te treden in de zomer van 2023 gingen ook niet door wegens ziekte. Hoewel Ozzy Osbourne zelf optimistischer was, was de kans op een terugkeer klein.
Op 5 juli 2025 zwaaiden metalgrootheden Osbourne uit in Villa Park in Birmingham met het afscheidsconcert 'Back to the Beginning'. Het concert was wereldwijd met betaalde livestream te volgen.
Ruim twee weken nadat hij in Villa Park (Birmingham) zijn afscheidsconcert had gegeven met de andere originele leden van Black Sabbath, overleed Osbourne tamelijk onverwacht aan een hartinfarct. Hij leed aan de ziekte van Parkinson en hij kampte ook met andere gezondheidsproblemen, waaronder complicaties als gevolg van verwondingen die hij had opgelopen bij een val in 2019. Osbourne werd begraven op 30 juli 2025. De rouwstoet, een soort ereronde, ging door Birmingham en onder andere langs de Black Sabbath-brug, waar tienduizenden mensen zich verzameld hadden. De rest van de uitvaart was in intieme kring en niet via betaalde live-streaming te zien. Osbourne werd op zijn eigen landgoed begraven, in intieme kring, met een groepje gasten uit de muziek- en metalwereld, zoals James Hetfield, Elton John, Rob Zombie en anderen.

## Trivia
- Osbourne komt in het spel Guitar Hero: World Tour voor als een speelbaar personage. Er zijn ook liedjes van hem toegevoegd: "Crazy train" en "Mr. Crowley".
- Osbourne speelt in reclame voor Blizzards World of Warcraft, Wrath of the Lich King
- Osbourne komt voor in het spel Brütal Legend als 'the guardian of metal'.
- De antagonist Ozzie uit het spel Chrono Trigger is vernoemd naar Osbourne.

## Discografie

### Studioalbums
| Datum van verschijnen | Titel                  | VS | VK | Prijzen                  | Label        |
| --------------------- | ---------------------- | -- | -- | ------------------------ | ------------ |
| 20 september 1980     | Blizzard of Ozz        | 11 | 7  | 4× platina VS, zilver VK | Jet Records  |
| 7 november 1981       | Diary of a Madman      | 6  | 14 | 3× platina VS            | Jet Records  |
| 10 december 1983      | Bark at the Moon       | 19 | 24 | 3× platina VS, zilver VK | Epic Records |
| 22 februari 1986      | The Ultimate Sin       | 6  | 8  | 2× platina VS, zilver VK | Epic Records |
| 22 oktober 1988       | No Rest for the Wicked | 13 | 23 | 2× platina VS            | Epic Records |
| 17 september 1991     | No More Tears          | 7  | 17 | 4× platina VS            | Epic Records |
| 23 oktober 1995       | Ozzmosis               | 4  | 22 | 2× platina VS            | Epic Records |
| 16 oktober 2001       | Down to Earth          | 4  | 19 | Platina VS               | Epic Records |
| 22 mei 2007           | Black Rain             | 3  | 8  |                          | Epic Records |
| 22 juni 2010          | Scream                 |    |    |                          | Epic Records |
| 21 februari 2020      | Ordinary man           |    |    |                          | Epic Records |
| 9 september 2022      | Patient number 9       |    |    |                          | Epic Records |

### Livealbums
| Datum van verschijnen | Titel              | VS | VK | Prijzen               | Label        | Aanvullende informatie                                                                                 |
| --------------------- | ------------------ | -- | -- | --------------------- | ------------ | --- |
| 27 november 1982      | Speak of the Devil | 14 | 21 | Platina VS, zilver VK | Jet Records  | |
| 19 maart 1987         | Tribute            | 6  | 13 | 2× platina VS         | Epic Records | Uitgebracht als een tribute voor gitarist Randy Rhoads, of zijn 5-jarige herdenking van zijn sterfdag. |
| 17 maart 1990         | Just Say Ozzy      | 58 | —  | Goud VS               | Epic Records | Live-ep die opnames bevat van de tournee "No Rest for the Wicked".                                     |
| 28 juni 1993          | Live and Loud      | 22 | —  | Platina VS            | Epic Records | Derde livesoloalbum.                                                                                   |
| 25 juni 2002          | Live at Budokan    | 70 | —  | Goud VS               | Epic Records | Livealbum en dvd. Opgenomen in de Budokan Arena in Japan.                                              |

### Compilaties
| Datum van verschijnen | Titel                       | VS  | VK | Prijzen       | Label                          | Aanvullende informatie                                                                                            |
| --------------------- | --------------------------- | --- | -- | ------------- | ------------------------------ | --- |
| 1989                  | Best of Ozz                 | —   | —  |               | Epic Records                   | Best of compilatie alleen uitgebracht in Japan.                                                                   |
| 1990                  | Ten Commandments            | 163 | —  |               | Epic Records                   | Greatest hits (wordt niet meer geperst).                                                                          |
| 11 november 1997      | The Ozzman Cometh           | 13  | 68 | 2× platina VS | Epic Records                   | |
| 11 februari 2003      | The Essential Ozzy Osbourne | 81  | 21 | Goud VS       | Epic Records                   | |
| 2005                  | Prince of Darkness          | 36  | —  |               | Epic Records/Legacy Recordings | Set van vier cd's. De eerste twee albums zijn soloalbums, terwijl de laatste twee duetten en coversongs bevatten. |
| 1 november 2005       | Under Cover                 | 134 | 67 |               | Epic Records/Legacy Recordings | Eerste coveralbum. Bevat 9 nummers van de vierde schijf van Prince of Darkness.                                   |

### Videouitgaven
| Datum van verschijnen | Titel                             | Prijzen    | Label            | Aanvullende informatie                                 |
| --------------------- | --------------------------------- | ---------- | ---------------- | ------------------------------------------------------ |
| 1982                  | Speak of the Devil                |            |                  | Liveconcertvideo                                       |
| 1984                  | Bark at the Moon                  |            |                  | Liveconcertvideo                                       |
| 1986                  | The Ultimate Ozzy                 | Goud VS    |                  | Capitol Home Video, liveconcertvideo                   |
| 1989                  | Wicked Videos                     | Goud VS    |                  | Capitol Home Video, muziekvideo's en mini-documentaire |
| 1991                  | Don't Blame Me                    | Platina VS | Sony Music Video | Documentaire met muziekvideo's                         |
| 1992                  | Live N Loud                       | Platina VS | Sony Music Video | Liveconcertvideo                                       |
| 1997                  | Ozzy Goes to Hollywood            |            |                  | Voorconcert intro film                                 |
| 2002                  | Live at the Budokan               | Platina VS |                  | Liveconcertvideo                                       |
| 2003                  | The Osbournes (1e seizoen)        |            |                  | MTV Reality Program                                    |
| 30 september 2003     | The Osbournes (2e seizoen)        |            |                  | MTV Reality Program                                    |
| 2003                  | The Osbournes (2e seizoen deel 2) |            |                  | MTV Reality Program                                    |

### Solohitsingles
| Jaar | Titel                                             | Hitlijstpositie | Hitlijstpositie      | Hitlijstpositie  | Album                                            |
| Jaar | Titel                                             | U.S. Hot 100    | U.S. Mainstream Rock | UK Singles Chart | Album                                            |
| ---- | ------------------------------------------------- | --------------- | -------------------- | ---------------- | ------------------------------------------------ |
| 1980 | Crazy Train                                       | -               | Nr. 9                | Nr. 49           | Blizzard of Ozz                                  |
| 1980 | Mr. Crowley                                       | -               | -                    | Nr. 46           | Blizzard of Ozz                                  |
| 1981 | Flying High Again                                 | -               | Nr. 2                | Nr. 16           | Diary of a Madman                                |
| 1982 | Over the Mountain                                 | -               | Nr. 38               | -                | Diary of a Madman                                |
| 1982 | You Can't Kill Rock and Roll                      | -               | Nr. 41               | -                | Diary of a Madman                                |
| 1982 | Symptom of the Universe (live)                    | -               | -                    | Nr. 100          | Speak of the Devil                               |
| 1983 | Iron Man/Children of the Grave (live)             | -               | Nr. 32               | -                | Speak of the Devil                               |
| 1983 | Bark at the Moon                                  | -               | -                    | Nr. 21           | Bark at the Moon                                 |
| 1983 | So Tired                                          | -               | -                    | Nr. 20           | Bark at the Moon                                 |
| 1986 | Shot in the Dark                                  | Nr. 68          | Nr. 10               | Nr. 20           | The Ultimate Sin                                 |
| 1986 | The Ultimate Sin                                  | -               | -                    | Nr. 72           | The Ultimate Sin                                 |
| 1987 | Crazy Train (live)                                | -               | -                    | Nr. 99           | Tribute                                          |
| 1988 | Miracle Man                                       | -               | -                    | Nr. 87           | No Rest for the Wicked                           |
| 1989 | Close My Eyes Forever (Lita Ford & Ozzy Osbourne) | Nr. 8           | Nr. 4                | Nr. 47           | Lita                                             |
| 1992 | No More Tears                                     | Nr. 71          | Nr. 10               | Nr. 32           | No More Tears                                    |
| 1992 | Time After Time                                   | -               | Nr. 6                | -                | No More Tears                                    |
| 1992 | Road to Nowhere                                   | -               | Nr. 3                | -                | No More Tears                                    |
| 1992 | Mama, I'm Coming Home                             | Nr. 28          | Nr. 2                | Nr. 46           | No More Tears                                    |
| 1992 | Mr. Tinkertrain                                   | -               | Nr. 34               | -                | No More tears                                    |
| 1992 | Hellraiser                                        | -               | -                    | -                | No More Tears                                    |
| 1993 | Changes (live)                                    | -               | Nr. 9                | -                | Live and Loud                                    |
| 1995 | Perry Mason                                       | -               | Nr. 3                | Nr. 23           | Ozzmosis                                         |
| 1996 | See You on the Other Side                         | -               | Nr. 5                | -                | Ozzmosis                                         |
| 1996 | I Just Want You                                   | -               | Nr. 24               | Nr. 43           | Ozzmosis                                         |
| 1996 | Walk on Water                                     | -               | Nr. 28               | -                | Beavis and Butthead Do America soundtrack        |
| 1997 | Back on Earth                                     | -               | Nr. 3                | -                | The Ozzman Cometh                                |
| 2000 | N.I.B. (met Primus)                               | Nr. 87          | Nr. 2                | -                | Nativity In Black II: A Tribute To Black Sabbath |
| 2001 | Gets Me Through                                   | -               | Nr. 2                | Nr. 18           | Down to Earth                                    |
| 2002 | Dreamer                                           | -               | Nr. 10               | Nr. 18           | Down to Earth                                    |
| 2005 | Mississippi Queen                                 | -               | Nr. 10               | -                | Under Cover                                      |
| 2005 | In My Life                                        | -               | -                    | Nr. 63           | Under Cover                                      |
| 2006 | Working Class Hero                                | -               | -                    | -                | Under Cover                                      |
| 2007 | I Don't Wanna Stop                                | Nr. 61          | Nr. 2                | -                | Black Rain                                       |
| 2010 | Let Me Hear You Scream                            | -               | Nr. 7                | -                | Scream                                           |

| Album met eventuele hitnotering(en) in de Nederlandse Album Top 100 | Datum van verschijnen | Datum van binnenkomst | Hoogste positie | Aantal weken | Opmerkingen |
| ------------------------------------------------------------------- | --------------------- | --------------------- | --------------- | ------------ | ----------- |
| Live And Loud                                                       | 1993                  | 17-07-1993            | 55              | 8            |             |
| The Essential                                                       | 2003                  | 01-03-2003            | 35              | 7            |             |
| Black Rain                                                          | 2007                  | 26-05-2007            | 56              | 3            |             |

### Dvd's
| Dvd's met hitnoteringen in de Nederlandse Music Top 30 | Datum van verschijnen | Datum van binnenkomst | Hoogste positie | Aantal weken | Opmerkingen |
| ------------------------------------------------------ | --------------------- | --------------------- | --------------- | ------------ | ----------- |
| Live at Budokan                                        | 2002                  | 10-08-2002            | 9               | 2            |             |
| Memoirs of a madman                                    | 2014                  | 18-10-2014            | 18              | 2            |             |

### NPO Radio 2 Top 2000
| Nummer met noteringen in de NPO Radio 2 Top 2000 | '16  | '17 | '18  | '19 | '20  | '21 | '22 | '23 | '24 |
| ------------------------------------------------ | ---- | --- | ---- | --- | ---- | --- | --- | --- | --- |
| No More Tears                                    | 1100 | 956 | 1006 | 901 | 1053 | 961 | 830 | 696 | 728 |

1. ↑  Een vetgedrukt getal geeft de hoogste notering aan.
2. ↑  2016 was het eerste jaar met een notering voor dit nummer.

### Duetten
- 1988 - Close My Eyes Forever (met Lita Ford, Lita) nr. 8 VS, nr. 47 VK
- 1989 - Led Clones (met Gary Moore, After the War)
- 1990 - Jack's Land en Bombers Can Open Bombays (met Bill Ward, Ward One : Along The Way)
- 1991 - Hey Stoopid (met Alice Cooper, Hey Stoopid) nr. 21 VK
- 1992 - I Ain't No Nice Guy (met Lemmy, March ör Die)
- 1992 - Shake Your Head (Let's Go To Bed) (met Kim Basinger, Was (not Was)) nr. 4 VK
- 1994 - Born to Be Wild (met Miss Piggy, Kermit Unpigged)
- 1994 - Iron Man (met Therapy?, Nativity In Black: A Tribute To Black Sabbath)
- 1998 - Nowhere To Run (Vapor Trail) (met Ol' Dirty Bastard, DMX, Method Man en Fuzzbubble, Chef Aid: The South Park Album) *
- 1998 - This Means War!! (met Busta Rhymes, E.L.E. (Extinction Level Event): The Final World Front)
- 1999 - Buried Alive (met Rick Wakeman, Return to the Centre of the Earth)
- 1999 - Shock the monkey (van Peter Gabriel, met Coal Chamber, Chamber Music)
- 2000 - N.I.B. (met Primus, Nativity In Black II: A Tribute To Black Sabbath)
- 2000 - Who's Fooling Who (met Tony Iommi, Iommi)
- 2000 - For Heaven's Sake (met Tony Iommi)
- 2001 - Iron Head (met Rob Zombie, The Sinister Urge)
- 2003 - Changes (met Kelly Osbourne) nr. 1 VK
- 2003 - Stillborn (met Black Label Society, The Blessed Hellride)
- For Heaven's Sake 2000 (met Tony Iommi en Wu-Tang Clan, Loud Rocks)
- Pictures of Matchstick Men (met Type O Negative)
- Stayin' Alive (met Dweezil Zappa — (Frank Zappa's zoon))
- Therapy (met Infectious Grooves)

* Dit nummer kwam niet in de hitlijsten voor, terwijl het album (Chef Aid: The South Park Album) wel scoorde. Het was een album, waarbij bekende popartiesten duetten deden met de cast van South Park.

### Songs die niet origineel op albums van Ozzy Osbourne zijn uitgebracht
- 1980 - I Need Your Love (eerste solo-opname — geschreven voor Sharon Osbourne)
- 1986 - Through My Eyes (The Ultimate Sin outtake)
- 1995 - Living With The Enemy (Ozzmosis outtake — staat op diverse B-kantjes)
- 1996 - Walk on Water (Beavis and Butt-Head Do America)
- 2001 - No Place For Angels (Down To Earth outtake — staat op diverse B-kantjes in 2001)
- 2001 - Black Skies (opgenomen voor een videogame Black Skies dat niet zo succesvol werd)
- 2010 - Crucify the Dead (eerste soloalbum van Slash (ex-Guns N' Roses))

- Bibsys: 3084275
- Biblioteca Nacional de España: XX1154636
- Bibliothèque nationale de France: cb13898129r (data)
- Catàleg d'autoritats de noms i títols de Catalunya: 981058514295506706
- Gemeinsame Normdatei: 119500124
- International Standard Name Identifier: 0000 0003 6859 9630
- Library of Congress Control Number: n86108084
- Nationale Bibliotheek van Letland: 000294670
- MusicBrainz: 8aa5b65a-5b3c-4029-92bf-47a544356934
- Bibliotheek van het Japanse parlement: 01121880
- Nationale Bibliotheek van Tsjechië: js20011212072
- Nationale Bibliotheek van Israël: 987011426135905171
- Nationale Bibliotheek van Polen: a0000001677658
- Nationale en Universitaire bibliotheek Zagreb: 000235379
- Nederlandse Thesaurus van Auteursnamen: 074927353
- Istituto Centrale per il Catalogo Unico: UBOV754257
- LIBRIS: 342786
- SNAC: w6611wks
- Système universitaire de documentation: 079205879
- Virtual International Authority File: 84207881
- WorldCat: E39PBJk4CpdT3DhVgQhRyVKcfq